# ریوکو تاکارا
ریوکو تاکارا (انگلیسی: Ryoko Takara؛ زادهٔ ۹ آوریل ۱۹۹۰) بازیکن فوتبال اهل ژاپن است که در تیم ملی فوتبال زنان ژاپن بازی کرده‌است.